# Oreonetides beringianus
Oreonetides beringianus là một loài nhện trong họ Linyphiidae.
Loài này thuộc chi Oreonetides. Oreonetides beringianus được Kirill Yuryevich Eskov miêu tả năm 1991.